# Meredith (prénom)
Pour les articles homonymes, voir Meredith.
Meredith est un prénom     rare, et un nom de famille fréquent dans certaines régions du Pays de Galles. Il provient du gallois Maredudd, signifiant « grand seigneur ». Avant le XXe siècle, c'était plutôt un prénom masculin, mais ensuite cette tendance fut inversée et le prénom est plutôt devenu féminin.   

## Personnalités prénommées  Meredith
- Meredith Michaels-Beerbaum, ( née en 1969), cavalière olympique
- Meredith Baxter (née en 1947), actrice américaine
- Au moins deux Meredith Hunter :
  - Meredith Hunter (née en 1962), femme politique australienne.
  - Meredith Hunter, un adolescent noir, âgé de 18 ans, poignardé à mort lors du concert gratuit Altamont par un des membres du service d'ordre nommé Alan Passaro, entraînant une montée de violence et un véritable chaos devant la scène où jouent les Rolling Stones, impuissants. Voir aussi Altamont et Gimme Shelter.
- Meredith Jane Monk (née en 1942), compositrice, chanteuse, réalisatrice, scénariste, actrice, danseuse et chorégraphe américaine[2].
- Meredith Salenger (née en 1970), actrice américaine.
- Meredith Stiehm,
- Meredith Vieira,
- Meredith Willson, (né Robert Meredith Willson)(1902-1984), un compositeur, chef d'orchestre, flûtiste, librettiste, parolier et écrivain américain.

## Personnages de fiction
- Meredith Gentry,
- Meredith Gordon est un personnage de fiction du feuilleton télévisé américain Heroes.
- Meredith Grey est un personnage de fiction issu de la série télévisée américaine, Grey's Anatomy.
- Meredith Palmer, un personnage de la version américaine de The Office
- Meredith Rodney McKay est un personnage de l'univers de fiction des séries télévisées Stargate SG-1 et Stargate Atlantis, interprété par l'acteur David Hewlett. Il se fait appeler Rodney McKay.
- Meredith Stannard (ou plus fréquemment appelée par son titre : chevalier-capitaine Meredith), antagoniste principale de Dragon age 2